# 揚旛蝴蝶魚
揚旛蝴蝶魚（学名：Chaetodon auriga），又稱絲蝴蝶魚，俗名人字蝶，為輻鰭魚綱鱸形目蝴蝶魚科的其中一種。

## 分布
本魚分布於印度洋、太平洋地区，包括東非、紅海、馬達加斯加、模里西斯、塞席爾群島、馬爾地夫、斯里蘭卡、印度、波斯灣、巴基斯坦、緬甸、泰國、馬來西亞、越南、琉球群島、中國沿海、台灣、菲律賓、印尼、新幾內亞、澳洲北部、新喀里多尼亞、帛琉、密克羅尼西亞、所羅門群島、馬紹爾群島、馬里亞納群島、斐濟群島、夏威夷群島、吐瓦魯、東加、法屬波里尼西亞、加拉巴哥群島、厄瓜多、巴拿馬、加利福尼亞灣等海域。

## 深度
本鱼生活于水深1至30公尺范围内。

## 特徵
本魚常巡游海面，成魚背鰭常露出水面，故名。吻尖突，具黑眼帶，但眼上方顏色淡，體前2/3白色後1/3則為黃色，其明顯特徵乃起自背鰭延伸向頭部的暗色斜線有5條，而體下方的斜線則有10條。各鰭金黃色，比體色略深，背鰭鰭條中央有一黑色斑點，成魚在斑點上方有一延長成絲狀的鰭條，幼魚則否。背鰭硬棘12至13枚、軟條22至25枚；臀鰭硬棘3枚、軟條19至21枚。體長可達23公分。

## 生態
本魚可在珊瑚礁、礁石區或藻叢中發現其蹤跡，幼魚成對或成群游動。屬雜食性，以珊瑚蟲、多毛類、甲殼類及腹足類等為食。

## 經濟利用
屬於高價值觀賞魚，易飼養，不供食用。